# جزيرة الحويصات
جزيرة الحُويصات هي إحدى الجزر الواقعة في الخليج العربي، وتتبع المنطقة الشرقية السعودية. تبلغ مساحة الجزيرة نحو 0,20 كم2 وتبعد عن الساحل بحوالي 5 ميل بحري.